# 9661 Hohmann
A 9661 Hohmann (ideiglenes jelöléssel 1996 FU13) egy kisbolygó a Naprendszerben. A Spacewatch program keretében fedezték fel 1996. március 18-án.